# Philaenus castaneus
Philaenus castaneus är en insektsart som beskrevs av Kato 1933. Philaenus castaneus ingår i släktet Philaenus och familjen spottstritar. Inga underarter finns listade i Catalogue of Life.